# Женска фудбалска репрезентација Хрватске
Женска фудбалска репрезентација Хрватске представља Хрватску на међународним такмичењима женског фудбала. Спонзорска организација је Хрватски фудбалски савез, а тренутна изборница је Марија Дамјановић која се на тој позицији налази од 2013. године.

## Европско првенство у фудбалу за жене
| Европско првенство у фудбалу за жене | Европско првенство у фудбалу за жене | Европско првенство у фудбалу за жене | Европско првенство у фудбалу за жене | Европско првенство у фудбалу за жене | Европско првенство у фудбалу за жене | Европско првенство у фудбалу за жене | Европско првенство у фудбалу за жене | Европско првенство у фудбалу за жене |    | Квалификације за Европско првенство у фудбалу за жене | Квалификације за Европско првенство у фудбалу за жене | Квалификације за Европско првенство у фудбалу за жене | Квалификације за Европско првенство у фудбалу за жене | Квалификације за Европско првенство у фудбалу за жене | Квалификације за Европско првенство у фудбалу за жене | Квалификације за Европско првенство у фудбалу за жене |
| Година                               | Фаза такмичења                       | УТ                                   | ПОБ                                  | N                                    | ПОР                                  | Г+                                   | Г-                                   | ГР                                   | УТ | ПОБ                                                   | Н                                                     | ПОР                                                   | Г+                                                    | Г-                                                    | ГР                                                    |                                                       |
| ------------------------------------ | ------------------------------------ | ------------------------------------ | ------------------------------------ | ------------------------------------ | ------------------------------------ | ------------------------------------ | ------------------------------------ | ------------------------------------ | -- | ----------------------------------------------------- | ----------------------------------------------------- | ----------------------------------------------------- | ----------------------------------------------------- | ----------------------------------------------------- | ----------------------------------------------------- | ----------------------------------------------------- |
| 1995.                                | нису се квалификовале                | нису се квалификовале                | нису се квалификовале                | нису се квалификовале                | нису се квалификовале                | нису се квалификовале                | нису се квалификовале                | нису се квалификовале                | 6  | 3                                                     | 1                                                     | 2                                                     | 8                                                     | 18                                                    | −10                                                   |                                                       |
| 1997.                                | нису се квалификовале                | нису се квалификовале                | нису се квалификовале                | нису се квалификовале                | нису се квалификовале                | нису се квалификовале                | нису се квалификовале                | нису се квалификовале                | 8  | 0                                                     | 1                                                     | 7                                                     | 2                                                     | 23                                                    | −21                                                   |                                                       |
| 2001.                                | нису се квалификовале                | нису се квалификовале                | нису се квалификовале                | нису се квалификовале                | нису се квалификовале                | нису се квалификовале                | нису се квалификовале                | нису се квалификовале                | 6  | 1                                                     | 0                                                     | 5                                                     | 7                                                     | 19                                                    | −12                                                   |                                                       |
| 2005.                                | нису се квалификовале                | нису се квалификовале                | нису се квалификовале                | нису се квалификовале                | нису се квалификовале                | нису се квалификовале                | нису се квалификовале                | нису се квалификовале                | 8  | 4                                                     | 1                                                     | 3                                                     | 17                                                    | 22                                                    | −5                                                    |                                                       |
| 2009.                                | нису се квалификовале                | нису се квалификовале                | нису се квалификовале                | нису се квалификовале                | нису се квалификовале                | нису се квалификовале                | нису се квалификовале                | нису се квалификовале                | 3  | 2                                                     | 0                                                     | 1                                                     | 9                                                     | 6                                                     | +3                                                    |                                                       |
| 2013.                                | квалификације у току                 | квалификације у току                 | квалификације у току                 | квалификације у току                 | квалификације у току                 | квалификације у току                 | квалификације у току                 | квалификације у току                 | 6  | 0                                                     | 1                                                     | 5                                                     | 6                                                     | 22                                                    | −16                                                   |                                                       |
| Укупно                               | 0/5                                  | –                                    | –                                    | –                                    | –                                    | –                                    | –                                    | –                                    | 37 | 10                                                    | 4                                                     | 23                                                    | 49                                                    | 110                                                   | −61                                                   |                                                       |

## Свјетско првенство у фудбалу за жене
| Свјетско првенство у фудбалу за жене | Свјетско првенство у фудбалу за жене | Свјетско првенство у фудбалу за жене | Свјетско првенство у фудбалу за жене | Свјетско првенство у фудбалу за жене | Свјетско првенство у фудбалу за жене | Свјетско првенство у фудбалу за жене | Свјетско првенство у фудбалу за жене | Свјетско првенство у фудбалу за жене |    | Квалификације за Свјетско првенство у фудбалу за жене | Квалификације за Свјетско првенство у фудбалу за жене | Квалификације за Свјетско првенство у фудбалу за жене | Квалификације за Свјетско првенство у фудбалу за жене | Квалификације за Свјетско првенство у фудбалу за жене | Квалификације за Свјетско првенство у фудбалу за жене | Квалификације за Свјетско првенство у фудбалу за жене |
| Година                               | Фаза такмичења                       | УТ                                   | ПОБ                                  | Н                                    | ПОР                                  | Г+                                   | Г-                                   | ГР                                   | УТ | ПОБ                                                   | Н                                                     | ПОР                                                   | Г+                                                    | Г-                                                    | ГР                                                    |                                                       |
| ------------------------------------ | ------------------------------------ | ------------------------------------ | ------------------------------------ | ------------------------------------ | ------------------------------------ | ------------------------------------ | ------------------------------------ | ------------------------------------ | -- | ----------------------------------------------------- | ----------------------------------------------------- | ----------------------------------------------------- | ----------------------------------------------------- | ----------------------------------------------------- | ----------------------------------------------------- | ----------------------------------------------------- |
| 1995.                                | Нису учествовале                     | Нису учествовале                     | Нису учествовале                     | Нису учествовале                     | Нису учествовале                     | Нису учествовале                     | Нису учествовале                     | Нису учествовале                     | –  | –                                                     | –                                                     | –                                                     | –                                                     | –                                                     | –                                                     |                                                       |
| 1999.                                | Нису учествовале                     | Нису учествовале                     | Нису учествовале                     | Нису учествовале                     | Нису учествовале                     | Нису учествовале                     | Нису учествовале                     | Нису учествовале                     | –  | –                                                     | –                                                     | –                                                     | –                                                     | –                                                     | –                                                     |                                                       |
| 2003.                                | Нису се квалификовале                | Нису се квалификовале                | Нису се квалификовале                | Нису се квалификовале                | Нису се квалификовале                | Нису се квалификовале                | Нису се квалификовале                | Нису се квалификовале                | 8  | 4                                                     | 1                                                     | 3                                                     | 16                                                    | 11                                                    | +5                                                    |                                                       |
| 2007.                                | Нису се квалификовале                | Нису се квалификовале                | Нису се квалификовале                | Нису се квалификовале                | Нису се квалификовале                | Нису се квалификовале                | Нису се квалификовале                | Нису се квалификовале                | 6  | 3                                                     | 0                                                     | 3                                                     | 11                                                    | 11                                                    | 0                                                     |                                                       |
| 2011.                                | Нису се квалификовале                | Нису се квалификовале                | Нису се квалификовале                | Нису се квалификовале                | Нису се квалификовале                | Нису се квалификовале                | Нису се квалификовале                | Нису се квалификовале                | 10 | 0                                                     | 2                                                     | 8                                                     | 4                                                     | 27                                                    | −23                                                   |                                                       |
| Укупно                               | 0/5                                  | –                                    | –                                    | –                                    | –                                    | –                                    | –                                    | –                                    | 24 | 7                                                     | 3                                                     | 14                                                    | 31                                                    | 49                                                    | −18                                                   |                                                       |

## Састав репрезентације
| Име и презиме         | Клуб            | Датум рођења        |         |
| Голмани               | Голмани         | Голмани             | Голмани |
| --------------------- | --------------- | ------------------- | ------- |
| Никол Вук             | Хофенхајм       | 07. фебруар 1995.   |         |
| Дорис Бачић           | Осијек          | 23. фебруар 1995.   |         |
| Ивана Врдољак         | Сплит           | 24. јун 1994.       |         |
| Антонија Лекић        | Аграм           | 16. јул 1986.       |         |
| Одбрана               |                 |                     |         |
| Кристина Неврллка     | Осијек          | 05. јул 1990.       |         |
| Леонарда Балог        | Лубин           | 05. фебруар 1993.   |         |
| Тихана Немчић         | Аграм           | 20. фебруар 1988.   |         |
| Натали Чикош          | Лонг Исланд     | 10. јануар 1994.    |         |
| Алисон Ли Скурић      | Санд            | 07. јун 1986.       |         |
| Хелена Херцигоња      | Динамо-Максимир | 28. април 1993.     |         |
| Ана Петровић          | Марјан          | 04. новембар 1989.  |         |
| Сандра Жигић          | Мустангс        | 19. јануар 1988.    |         |
| Ива Цулек             | Осијек          | 18. март 1993.      |         |
| Николина Пишонић      | Аграм           | 10. јун 1985.       |         |
| Валентина Стипанчевић | Ријека          | 29. фебруар 1992.   |         |
| Антонија Вукичевић    | Омбла           | 11. јун 1986.       |         |
| Везни ред             |                 |                     |         |
| Маја Јошчак           | Осијек          | 04. август 1990.    |         |
| Барбара Перић         | Динамо-Максимир | 17. август 1987.    |         |
| Ива Ландека           | Јена            | 03. listopada1989.  |         |
| Душанка Јуко          | Ријека          | 26. јун 1984.       |         |
| Матеја Балут          | Осијек          | 26. travnja 1992.   |         |
| Ива Крушар            | Динамо-Максимир | 18. септембар 1986. |         |
| Габријела Гејсер      | Аграм           | 18. новембар 1995.  |         |
| Мартина Шалек         | Осијек          | 08. октобар 1994.   |         |
| Напад                 |                 |                     |         |
| Петра Главаћ          | Аграм           | 12. мај 1982.       |         |
| Катарина Колар        | Лубин           | 25. новембар 1989.  |         |
| Изабела Лојна         | Осијек          | 11. мај 1992.       |         |
| Моника Цоњар          | Аграм           | 21. април 1995.     |         |
| Андреа Валушек        | Ријека          | 11. јул 1984.       |         |
| Кристина Шундов       | Телстар         | 17. септембар 1986. |         |